# 야스쿠니 신사

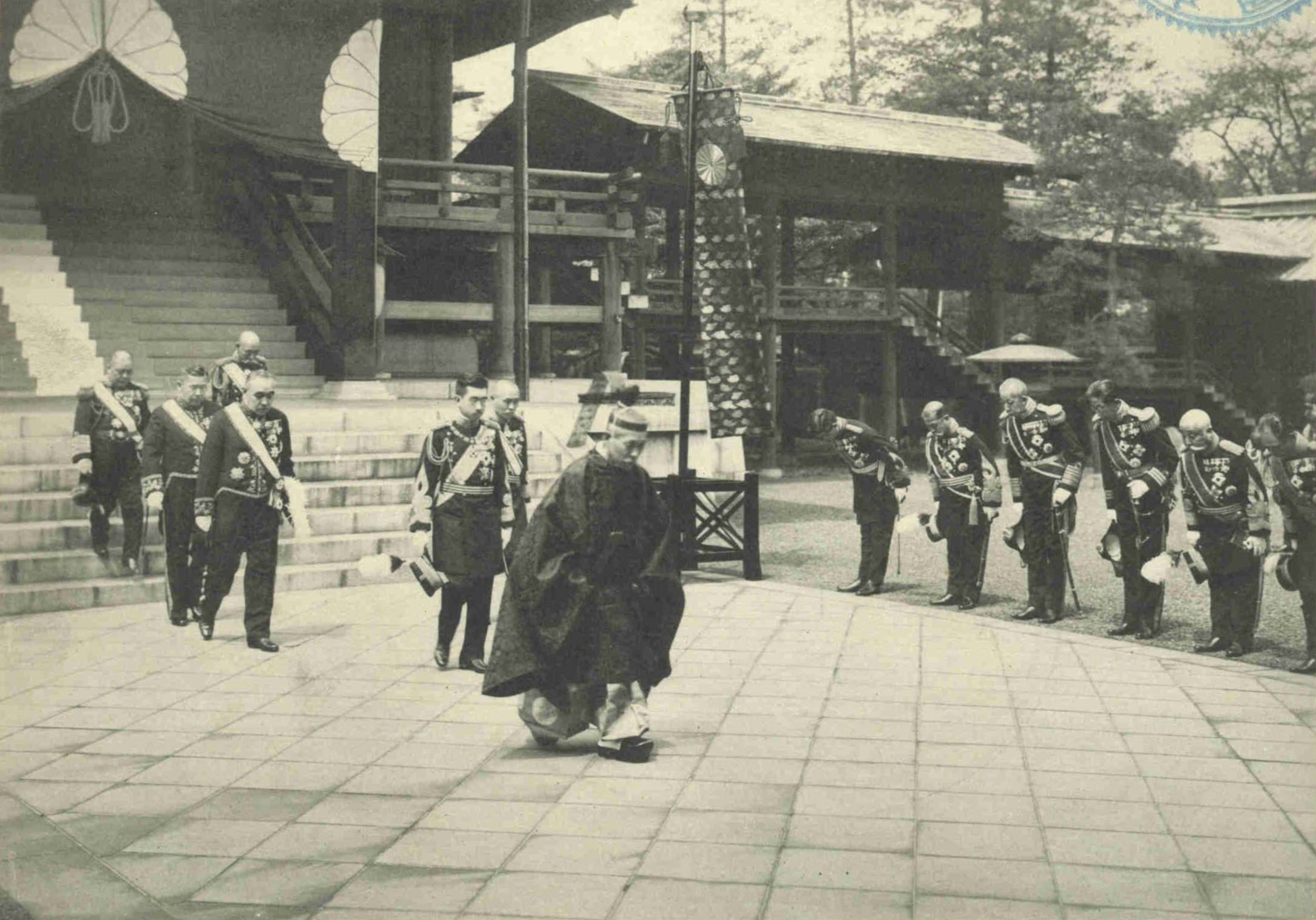
야스쿠니 신사 임시대제에 참배하는 쇼와 천황
(1934년 4월)

야스쿠니 신사(일본어: 靖國神社/靖国神社 야스쿠니진자[*]) 또는 조슈 신사(일본어: 長州神社 초슈진자[*])는 일본 도쿄도 지요다구 황궁 북쪽에 있는 신사로, 전쟁에서 싸우다 전사한 사람들을 신(영령)으로 모시고 제사를 지내는 곳이다. 총면적 93,356m2로 일본에 있는 신사 중에서 가장 규모가 크다. 영미권의 언론에서는 ‘전쟁 신사(war shrine)’란 용어를 주로 사용하고 있다.
1869년(메이지 2년), 침략 앞잡이의 넋을 달래기 위해 설립한 도쿄쇼콘자(일본어: 東京招魂社 토쿄쇼콘자[*])가 그 전신이다. 지금의 이름인 ‘야스쿠니(靖國/靖国)’는 ‘나라를 안정케 한다’는 뜻으로, `좌씨춘추(左氏春秋)'의 `오이정국야(吾以靖國也)'에서 따왔다. 1879년 메이지 천황에 의해 현재 이름으로 개명됐다. 야스쿠니 신사는 벚꽃의 명소로도 잘 알려져 있다.
신사에는 2,466,532명의 남성, 여성, 그리고 어린아이들의 이름, 본관, 생일, 죽은 장소들을 적어 봉안하고 있고, 심지어는 다양한 애완동물들까지도 함께 모셔져 있다. 이들 중 1,048명은 극동국제군사재판에서 유죄 판별받았으며, 특히 이들 중 14명이 A급 전범이기에 일본의 옛 식민지 국가들과 갈등을 겪는 원인이 되었다. 또한 신사 본전에는 일본을 위해 싸우거나 일하다가 전사, 사망한 사람들을 합사하여 봉안해 놓았는데, 이들 중 강제적으로 일본에 끌려갔던 한국인, 대만인들도 합사되어 논란이 증폭되고 있다.
다양한 신토 행사들이 이 곳에서 열리는데, 특히 일본의 고대 신들을 위한 축제가 열리는 봄과 가을에 가장 활발하다. 야스쿠니 신사의 가장 대표적인 이미지는 신사 배전 위에 걸려져 있는 국화 무늬의 거대한 흰 커튼인데, 이는 일본 황실의 고유 문양이다. 최근에는 고위 일본 정치인이나 외교관들이 이 곳에 참배하며 국제적으로 물의를 불러 일으키고 있다. 현재의 최고 제관은 2018년 11월에 구니오 고보리의 뒤를 이은 13대 제관으로, 그 이름은 다테부미 야마구치이다.

## 역사

### 1869년 신사 건립
야스쿠니 신사의 본 이름은 '도쿄 쇼콘자(東京招魂社)'로, 메이지 천황에 의해 1869년에 만들어진 것이다. 야스쿠니 신사의 기원은 에도 막부 말기에 개국에 반대하는 100여 명의 사무라이를 탄압한 안세이 대옥(安政の大獄)에서 희생된 이들을 기리는 것에서 시작되었다고 알려져 있다. 하지만 본래 목적은 조슈번에서 나고 자란 이토 히로부미 등이 막부와의 싸움에서 숨진 자들을 추모하려는 목적이었다. 당시 일본은 허물어져 가는 에도 막부 세력과 조슈 번 등을 중심으로 하는 반막부 세력으로 나누어져 있었는데, 이들간의 갈등이 점점 더해갔고, 결국에는 이 두 세력 간에 보신 전쟁이 일어나게 된다. 이 전쟁에서 천황은 반막부 세력을 지지하였고, 이후 반막부 세력이 전쟁에서 승리하고 권력을 잡자 천황은 '쇼콘자', 즉 위령사를 세워 전쟁에서 천황을 위해 싸우다 죽은 자들을 추모하라고 명한다. 이 명은 즉, 조슈 번에서 행해지던 신토 (일본의 종교) 행사를 중앙수도인 도쿄로 옮긴 것이라고 볼 수 있다. 이 때 가장 먼저 봉안된 사람은 이토 히로부미의 스승이며 아베 신조 총리가 가장 존경한다고 밝힌 바 있는 요시다 쇼인이었다. 참고로 요시다 쇼인은 '한반도를 정벌해야 한다'는 내용을 담고 있는 정한론을 주장한 대표적인 인물이었기에, 이 또한 한국과의 마찰의 요인이 되고 있다. 다이후 1877년에 세이난 전쟁이 일어난 후에는 새롭게 6,959명의 사람들이 새로 합사되었다. 이후 1879년, 도쿄 쇼콘자는 메이지 천황으로부터 직접 '야스쿠니 신사'라는 새로운 이름을 하사받았다.

### 청일 전쟁과 중일 전쟁
1887년, 신사를 관리 책임이 육해군성으로 완전히 이전되었고, 일본 제국이 점차 확장함에 따라, 야스쿠니 신사에는 강제적, 혹은 자발적으로 일본을 도운 아이누 보관됨 2022-02-18 - 웨이백 머신인들, 오키나와인들, 한국인들이 차차 봉안되기 시작했다. 원래 메이지 천황은 대만인들이 이 곳에 합사되는 것을 허락하지 않았는데, 이는 시모노세키 조약 이후 일본이 대만을 병합한 이후에도 여전히 조직적인 반란군들이 일어나 일본에 대항했기 때문이었다. 하지만 2차 세계대전 이후 일본 제국이 패망하기 시작하며 대만인들을 징집해야만 하는 상황이 되자 어쩔 수 없이 대만인들도 신사에 함께 모시는 것을 승인하게 되었다. 1932년, 조치 대학의 학생 2명이 자신들의 종교적 신념을 반한다는 이유로 야스쿠니 신사에 참배하는 것을 거부하였다. 이후 1936년, 로마 교황청이 야스쿠니 신사를 참배하는 것을 일종의 '애국적인 동기'로 인한 것으로 보고 이를 허가해주었다. 이 조치는 일본과 그 식민지 내에서 종교적 문제로 인한 갈등을 어느 정도 막을 수 있었으나, 종교적 세력들이 군부 세력과 천황가에 복종하게 하는 계기가 되기도 하였다.

### 2차 세계대전과 연합군 점령 하의 일본
1930년대 동안, 군부는 전쟁에서 죽은 사람들을 위령하는 것을 국가적으로 중대한 행사로 만들었고, 이는 야스쿠니 신사를 더더욱 중요한 곳으로 급부상시켰다. 본디 야스쿠니 신사에 합사되는 사람들의 이름은 관영 언론에 보도되어, 일반인들에게 누가 새롭게 합사되는지를 알 수 있게 하였으나, 1944년 4월 이후에는 이러한 정책이 폐기되어 결국에는 누가 신사에 모셔지는지조차도 알 수 없게 되었다. 야스쿠니 신사는 세계 대전 기간 내내 국민들의 '천황가에 대한 절대적인 충성'을 대표하는 일종의 상징처럼 받아들여졌고, 야스쿠니 신사에 합사된다는 것은 그 죽음의 고귀함과 순결함을 보장받는다는 뜻이었다. 전쟁이 막바지로 치달아갈 즈음, 가미카제 특공대, 즉 자살 특공대원들 사이에서는 '야스쿠니에서 다시 보자'라는 인삿말이 마지막 인사로 유행할 정도였다. 결국 1945년 일본이 망하고 연합국 군대가 들어와 GHQ를 설치해 통치를 시작하자, 야스쿠니의 세력도 급격히 위축되기 시작하였다. 1946년에는 종교와 세속 권력이 분리되었고, 야스쿠니 신사는 국가의 지배 하에서 벗어나 민간 법인으로 탈바꿈하게 된다. 원래 GHQ는 이 신사를 불태워버리고 그 자리에 강아지 경주를 열리게 하는, 일종의 극약처방을 내릴 계획이었으나, 로마 교황청 소속의 브루노 비터 신부와 패트릭 바이른 신부의 만류로 야스쿠니 신사는 결국 살아남게 된다.

### 전쟁 이후, 그리고 주변국과의 갈등
1956년, 야스쿠니 신사는 일본 후생노동성과 신사에 합사된 전범들에 대한 신상정보를 공유하는 것을 허가하였다. 이로 인해 전쟁이 끝났음에도 불구하고 아직 신사에 안치되지 못했던 일본군 전사자들이 1959년 4월까지 모두 함께 합사되었다. 다만 극동국제군사재판에 기소된 주요 전범들은 전쟁이 끝난 직후 모두 신사에서 퇴출되었는데, 얼마 지나지 않아 일본 정부는 일종의 '예우' 차원에서 그들을 곧 다시 신사에 돌려놓을 방안을 궁리하기 시작했다. 이후 1951년에 있었던 샌프란시스코 조약에서 일본이 국제 무대로 되돌아오는 데 성공하자, 일본 정부는 지방의 군소 신사들에 다시 일부 전범들을 다시 모시는 것을 허락하였다.
1958년, 마지막 전범이 가출옥허가를 받아 감옥에서 빠져나오기 전까지 야스쿠니 신사에는 단 한 명의 전범도 없었으나, 전범들이 다 풀려나자 후생노동성은 1959년부터 B급과 C급 전범들, 즉 침략전쟁을 직접적으로 기획, 시작, 수행하지 않은 자들을 점차 다시 신사 내에 들여놓기 시작하였다. 14명의 A급 전범들, 특히 태평양 전쟁을 시작한 도조 히데키 수상을 포함한 일본군의 핵심 수뇌부들에 대한 명단이 1966년에 신사에 전달되었고, 신사는 1970년대까지 이들을 신사 내에 들여놓을 것인지에 대한 결정을 미루었다. 이와 같은 조치는 당시의 최고 제관이었던 후지마로 쓰쿠바가 1978년에 죽을 때까지 이 결정을 유보했기 때문이었는데, 그의 뒤를 이어 최고 제관에 오른 나가요시 마쓰다이라는 비밀리에 A급 전범들을 1978년에 몰래 합사하게 된다. 이 사실을 알게 된 히로히토 천황은 이에 유감을 표시했고, 이후 신사 참배를 거부하였다.
A급 전범의 합사 사실은 1979년에 대중들에게 알려졌으나, 이에 대한 논의는 제대로 이루어지지 못하였다. 1975년 이후 천황 부부는 단 한번도 야스쿠니 신사를 참배한 적이 없다. 이후 혼덴지의 주지승이 교황 요한 바오로 2세에게 A, B, C급 전범들 1,618명들을 위해 미사를 열어달라고 말했고, 교황은 이에 답하여 성 베드로 대성당에서 1980년에 미사를 열어 그들을 추모하는 일이 있었다. 게다가 야스쿠니 신사의 웹사이트와 박물관은 미국이 일본 제국이 진주만을 공격할 수 밖에 없도록 '압박했다'라는 주장, 그리고 일본은 대동아공영권을 위해 온 아시아를 침략했다는 주장을 펼치며, 세계 대전의 책임을 다른 곳으로 돌리려 하는 모습을 보이고 있기에 주변국 간의 갈등이 더더욱 심해지고 있는 형편이다.
앞서 말했듯이, 야스쿠니 신사에는 보신 전쟁, 세이난 전쟁, 러일 전쟁, 제1차 세계 대전, 제2차 세계 대전의 병사 이외에 전범으로 사형을 당한 도조 히데키 수상 등의 A급 전범들이 안치되어 있어서 대한민국이나 중국 등의 일본 제국주의에 의해 피해를 받았던 아시아 국가들의 국민들은 야스쿠니 신사와 그곳에 참배하는 정치인 등을 비판하고 있다. 고이즈미 준이치로 총리대신이 2001년 8월 15일 야스쿠니 신사를 참배할 의향을 표시한 것에 대하여 A급 전범이 안치되어 있는 야스쿠니 신사 참배는 인정할 수 없다며 중화인민공화국 정부는 강력히 반발하였다. 결국 고이즈미 총리는 15일을 피하여 8월 13일에 참배하면서 이와 같은 조치가 중화인민공화국과 대한민국 양국에 일종의 배려라고 주장하였다. 그런데 그 후에도 2002년 4월 21일과 2003년 1월 14일, 2004년 1월 1일, 2005년 10월 17일, 2006년 8월 15일 고이즈미 총리가 야스쿠니 신사를 참배하면서 아베 정권 탄생까지 중-일 간의 수뇌 교류는 정체되었었다. 국가와 그 기관은 종교 관련 교육이나 활동을 할 수 없다는 일본 헌법 20조, 공공비용은 종교기관이나 단체에 사용될 수 없다는 일본 헌법 89조 조항에 위배된다며 일본 내에서 여러 차례 소송이 제기되기도 했다.:498
니혼케이자이 신문이 실시한 총리 대신의 야스쿠니 신사 참배에 대한 일본 여론 조사에서 전체 응답자 가운데 46%는 찬성했고 38%는 반대했다. 다만 일본의 우익 단체, 신토 신봉자, 몇 전범 전몰자 가족 등은 이에 찬성하고 있다.

## 연례 행사
- 1월 1일 :
  - 0시 - 와카미주 호텐(若水奉奠)
  - 8시 - 신넨사이(新年祭)
- 1월 2일 : 후쓰카사이(二日祭)
- 1월 7일 : 쇼와 덴노 무사시노 노 미사사기(昭和天皇 武蔵野陵 遙拝式) - 쇼와 덴노의 무덤을 참배하는 행사
- 1월 30일 : 고메이 덴노 노치 노 쓰키노와 노 히가시 노 미사사기 요하이 시키(孝明天皇 後月輪東山陵 遙拝式) - 고메이 덴노의 무덤을 참배하는 행사
- 2월 11일 : 켄코구 키넨사이(建國記念祭) - 진무 덴노가 일본국을 건국한 것을 기념하는 행사
- 2월 17일 : 키넨사이(祈年祭) - 풍년을 염원하는 봄 축제
- 4월 21일 - 23일 : 순키 레이타이사이(春季例大祭) - 연례 봄 축제
  - 4월 21일 : 키요하라이(清祓) - 정화 의식
  - 4월 22일 : 토짓수사이(当日祭)
  - 4월 19일 : 다이푸수카사이(第二日祭)
- 4월 29일 : 쇼와사이(昭和祭) - 쇼와 덴노 탄신일
- 6월 29일 :
  - 10시 - 고노리쓰 기넨비사이(御創立記念日祭) - 야스쿠니 신사 창건 기념일
  - 14시 - 케네이 히코시키(献詠披講式)
- 6월 30일 : 오하라에시키(大祓式) - 대정화 의식
- 7월 13일 - 16일 : 미타마 마쓰리(みたままつり) - 조상들의 넋을 기리는 축제, 이 때 사원의 길들이 40피트가 넘는 높은 벽들로 둘러쳐지며, 30,000개의 등불들이 켜지며, 수 천명의 사람들이 자신들의 사별한 가족들을 추모하기 위해 이 곳을 찾는다
  - 7월 13일 : 젠야사이(前夜祭)
  - 7월 14일 : 다이치야사이(第一夜祭)
  - 7월 15일 : 다이니야사이(第二夜祭)
  - 7월 16일 : 다이산야사이(第三夜祭)
- 7월 30일 : 메이지 덴노 후시미 모모야마 노 미사사기 요하이시키(明治天皇 伏見桃山陵 遙拝式) - 메이지 덴노의 무덤을 참배하는 행사
- 10월 17일 : 진구 칸나메사이 요하이시키(神宮神嘗祭遙拝式) - 이세 대신궁을 기리는 행사
- 10월 17일 - 20일 : 슈키 레이타이사이(秋季例大祭) - 연례적 가을 축제
  - 10월 17일 : 기요하라이(清祓) - 정화 의식
  - 10월 18일 : 토지쓰사이(当日祭)
  - 10월 19일 : 다이푸쓰카사이(第二日祭)
  - 10월 20일 : 다이미카사이(第三日祭)
- 11월 3일 : 메이지사이(明治祭) - 메이지 덴노 탄신일
- 11월 23일 : 니네메사이(新嘗祭) - 첫 수확물을 거둔 것을 기념하는 행사
- 12월 23일 : 덴노 고탄신 호수카사이(天皇御誕辰奉祝祭) - 현재 덴노의 탄신일
- 12월 25일 : 다이쇼 덴노 타마 노 미사사기 요하이시키(大正天皇 多摩陵 遙拝式) - 다이쇼 덴노의 무덤을 참배하는 행사
- 12월 31일 : 오하라에시키(大祓式) - 대정화 의식

## 제신 목록
야스쿠니 신사에는 2,466,000명이 넘는 사람들이 함께 합사되어 있다. 이 목록에는 단순히 전장에서 싸웠던 군인들 뿐만 아니라 후방에서 전쟁 수행을 도왔던 여성, 어린 아이, 공장에서 일했던 노동자들이 모두 포함되어 있다. 신사에는 시체, 혹은 유해, 심지어 위패도 존재하지 않고, 오직 사람들의 명단만이 존재한다. 신사의 제신에는 일본인들만이 모셔져 있는 것이 아니라, 27,863명의 대만인들, 21,181명의 한국인들도 함께 기록되어 있다.

### 목록
야스쿠니 신사에 합사될 수 있는 사람들은, 보통 전쟁 수행 도중 일본을 위해 싸우다 숨진 자들에만 한정된다. 이 때문에 전쟁으로 인해 죽은 일반인들은 이 곳에 들어갈 수 없다. 이 곳에 합사된 사람들은 모두 다음의 목록 들 중 하나에 포함된다.
1. 일본군에서 복무했던 군인들, 혹은 시민들
  - 전장에서 전사하였거나, 일본 열도 바깥에서 임무를 수행하다가 입은 부상이나 질병으로 인해 사망한 사람들
  - 임무 수행 도중 입은 부상이나 질병으로 인해 실종되었거나, 죽었다고 추측되는 사람들
  - 샌프란시스코 강화 조약에서 비준된, 군사재판으로 인해 사형당한 사람들
2. 군대 통솔 하에서 전투에 참여했고, 이로 인한 부상 혹은 질병으로 인해 사망한 시민들(오키나와의 시민들 포함)
3. 소련의 강제 수용소에서 전쟁 도중, 그리고 종전 이후에 사망한 사람들
4. 자발적으로 전쟁 수행을 돕다가(공장 인부, 학도병, 적십자 단원, 공습 경보원 등) 임무 수행 도중 사망한 사람들
5. 전투 상선에서 전쟁으로 인해 사망한 선원들
6. 민간 선박의 침몰로 인해 사망한 선원들
7. 전투 도중 사망한 오키나와의 어린아이들
8. 사할린, 관동, 조선, 타이완의 식민 통치 기구에서 일하다 죽은 고위 관료들

매년 2차 세계 대전에서 죽은 군인들이 새롭게 발견됨에 따라 이들이 야스쿠니 신사에 합사되곤 하지만, 일본이 샌프란시스코 강화 조약에 서명한 이후에 사망한 일본인들은 단 한 명도 이 신사에 합사된 경우가 없다. 이 때문에, 야스쿠니 신사에는 일본 자위대 소속 군인이 단 한 명도 모셔져 있지 않다.
야스쿠니 신사에 모셔지는 사람들의 합사 여부는 신사 측에서 일방적으로 결정하며, 친가족들의 동의 여부는 고려하지 않는다. 이 때문에, 특히 합사된 한국인들의 친가족의 반대에도 불구하고, 야스쿠니 신사는 절대로 한 번 합사된 사람들을 명단에서 빼지 않는다. 야스쿠니 신사의 고위 제관의 발언에 의하면, 이미 한 번 합사된 사람의 영혼은 다른 사람들의 영혼들과 하나로 합쳐지기 때문에, 절대 다시 떼낼 수 없다고 한다.
| 전쟁명                           | 갈등 내용                                                                               | 연도           | 합사된 인원 수 |
| -------------------------------- | --------------------------------------------------------------------------------------- | -------------- | -------------- |
| 보신 전쟁과 메이지 유신          | 일본 내전                                                                               | 1867- 1869년   | 7,751명        |
| 세이난 전쟁                      | 일본 내전                                                                               | 1877년         | 6,971명        |
| 대만 침략 전쟁                   | 일본과 대만 원주민 간의 충돌                                                            | 1874년         | 1,130명        |
| 운요호 사건                      | 일본과 조선군 간의 충돌                                                                 | 1875년         | 2명            |
| 임오군란                         | 조선 구식 군대와 별기군 간의 충돌                                                       | 1882년         | 14명           |
| 갑신정변                         | 조선 내부의 혁명 시도                                                                   | 1884년         | 6명            |
| 청일전쟁                         | 조선에서 일어난, 청나라와 일본의 전쟁                                                   | 1894- 1895년   | 13,619명       |
| 의화단 운동                      | 8개국 연합군의 중국 침공                                                                | 1901년         | 1,256명        |
| 러일전쟁                         | 조선과 만주를 둘러싼 일본과 러시아 제국 간의 충돌                                       | 1904- 1905년   | 88,429명       |
| 제1차 세계대전                   | 지중해와 중국 산동 지방에서 일어난 일본과 독일 제국 간의 충돌                           | 1914년- 1918년 | 4,850명        |
| 청산리 전투                      | 한국의 독립군과 일본군 간의 충돌                                                        | 1920년         | 11명           |
| 제남 사변                        | 산동 성의 성도인 제남에서 일어난 중국 국민당과 일본 간의 충돌                           | 1928년         | 185명          |
| 우서 사변                        | 일본에 저항하기 위해 타이완에서 일어났던 마지막 반란                                    | 1930년         | 알려진 바 없음 |
| 나카무라 대위 사변               | 만주에서 나카무라 대위와 3명의 일본군이 중국군에 의해 살해된 사건                       | 1931년         | 19명           |
| 만주 사변                        | 만주의 통치권을 두고 일어난 충돌                                                        | 1931년- 1937년 | 17,176명       |
| 중일전쟁                         | 중국과 일본 간의 충돌                                                                   | 1937년- 1941년 | 191,250명      |
| 대동아전쟁(인도차이나 전쟁 포함) | 태평양에서 일어난 연합국 군대와 일본군 간의 충돌(소련 강제 수용소에서 사망한 인원 포함) | 1941년- 1945년 | 2,133,915명    |
|                                  |                                                                                         | 총합           | 2,466,584명    |

야스쿠니 신사에는 에도 막부에 속했던 사람들의 명단이 존재하지 않는다. 또한 세이난 전쟁에서 반란을 일으켰던 사람들도 존재하지 않는데, 이는 이들이 천황가의 공적으로 간주되기 때문이다.

## 함께 합사된 A급 전범

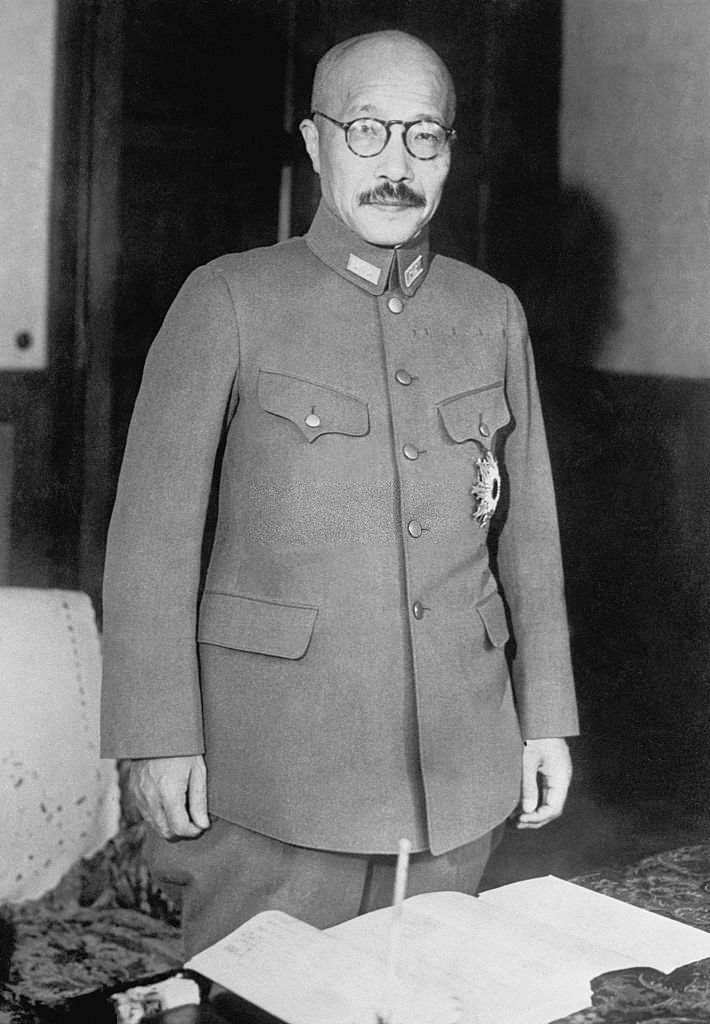
도조 히데키
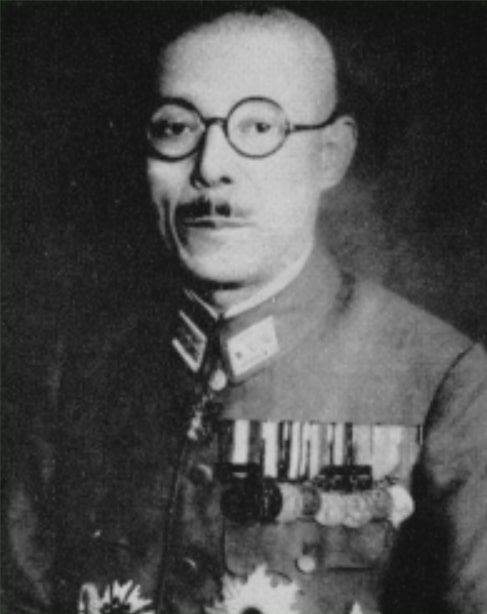
기무라 헤이타로
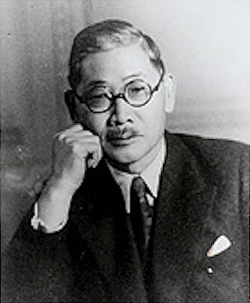
도고 시게노리
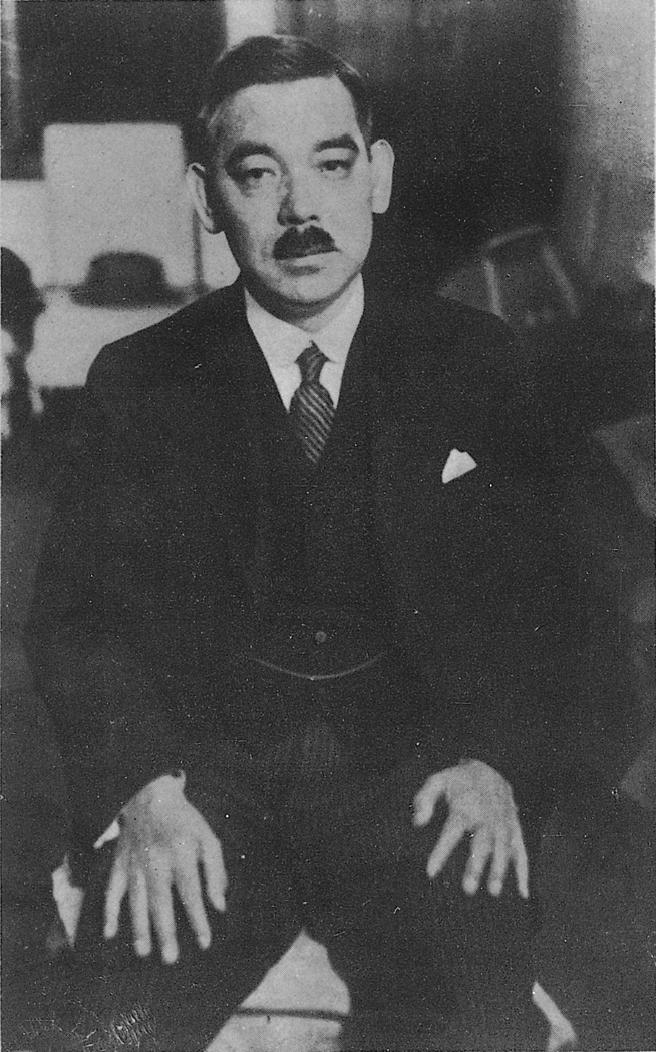
마츠오카 요스케
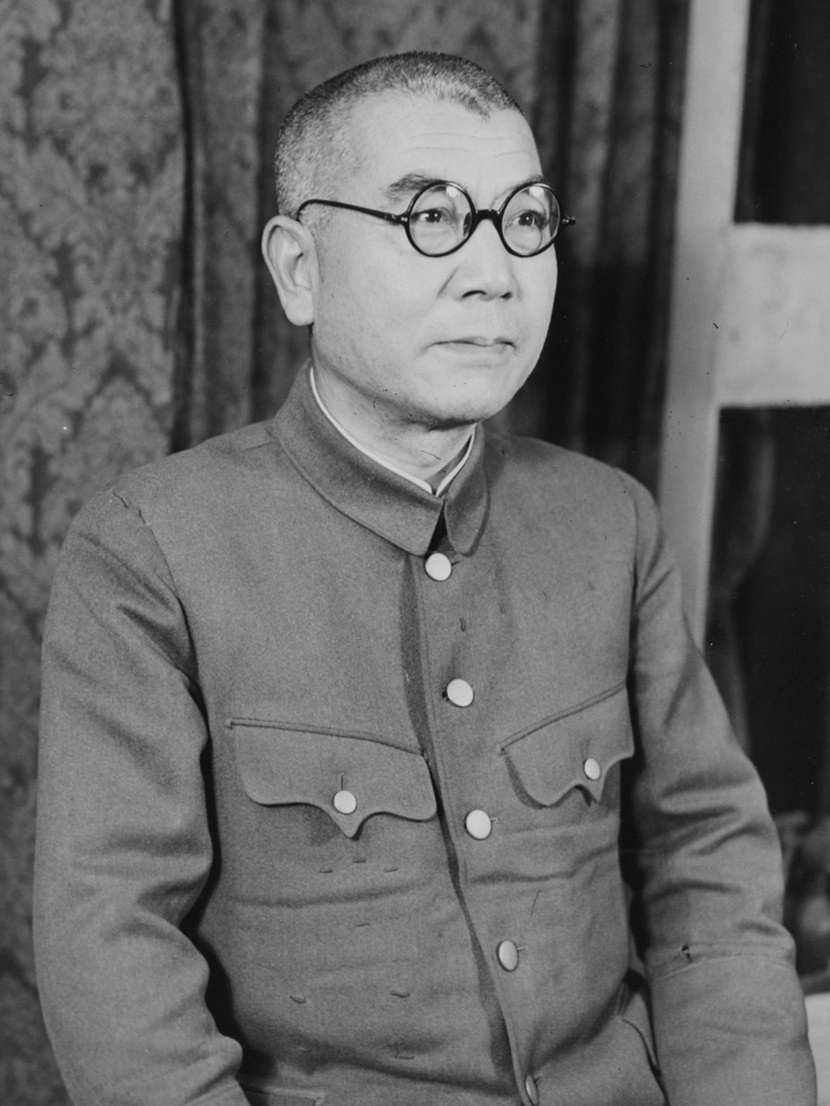
무토 아키라
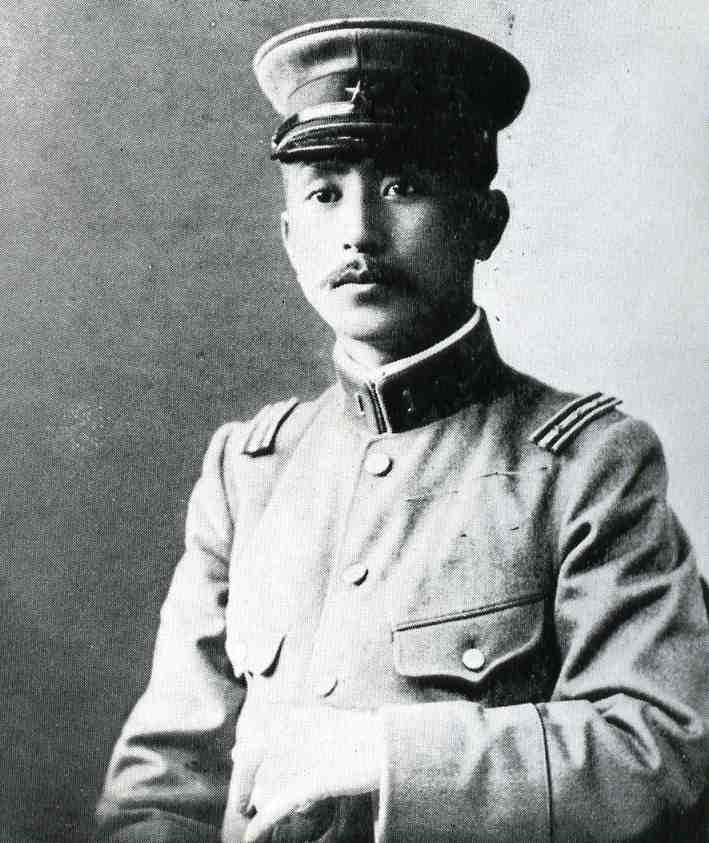
우메즈 요시지로
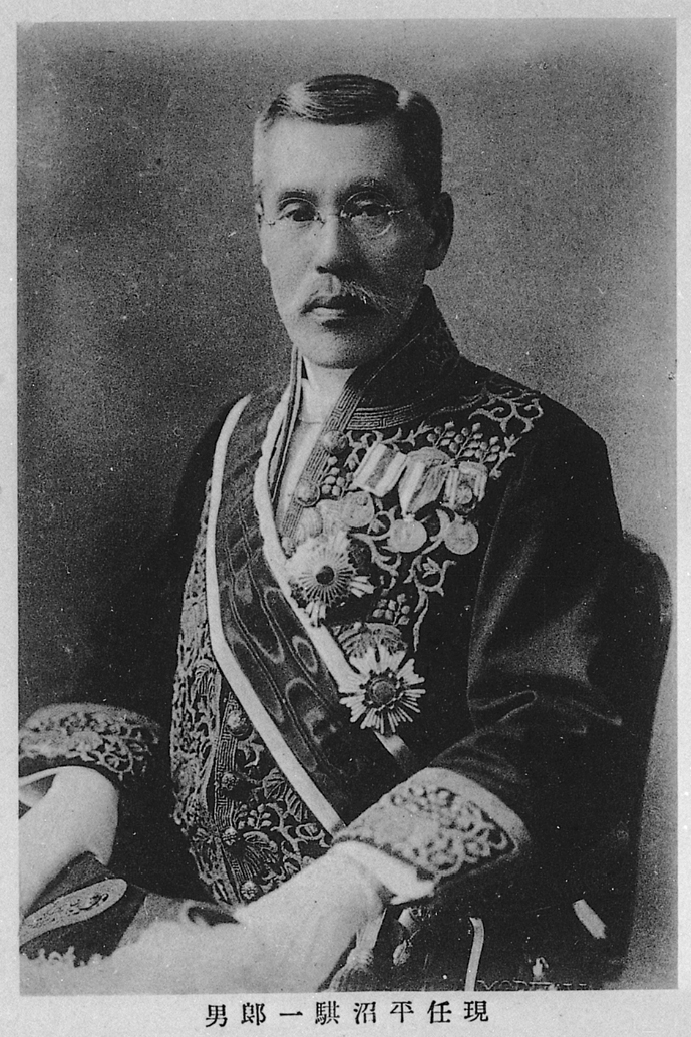
히라누마 기이치로
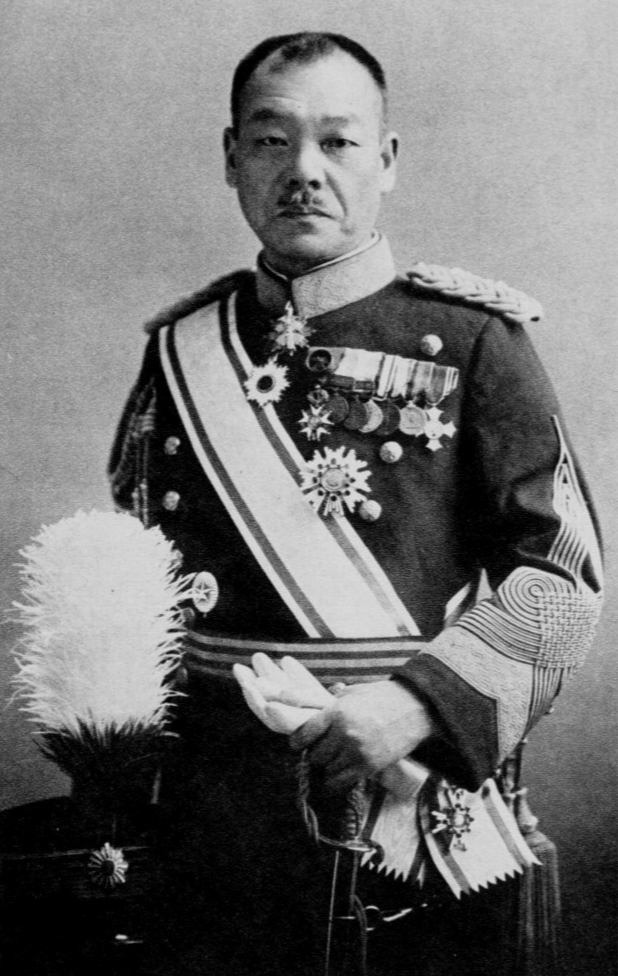
고이소 구니아키
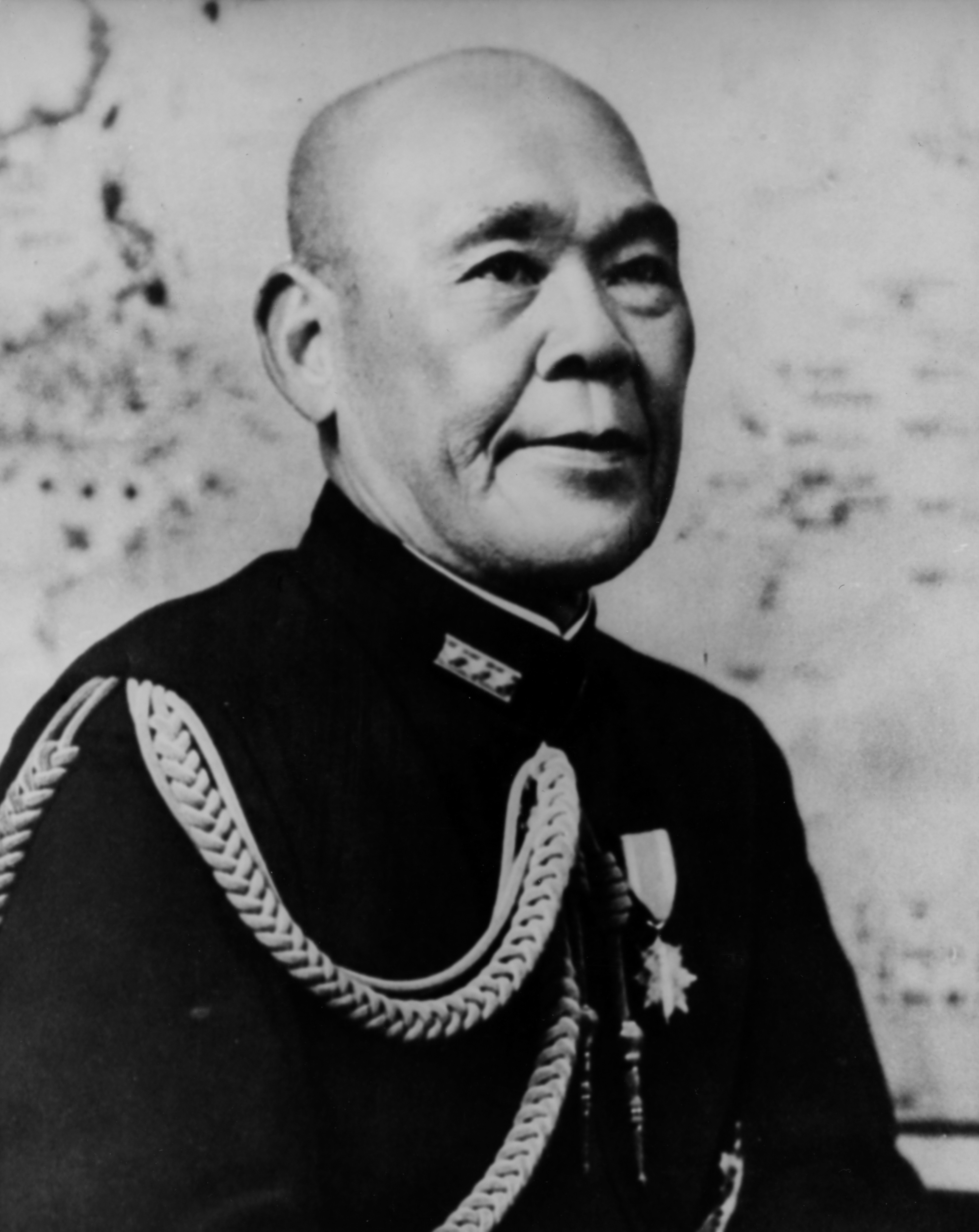
나가노 오사미
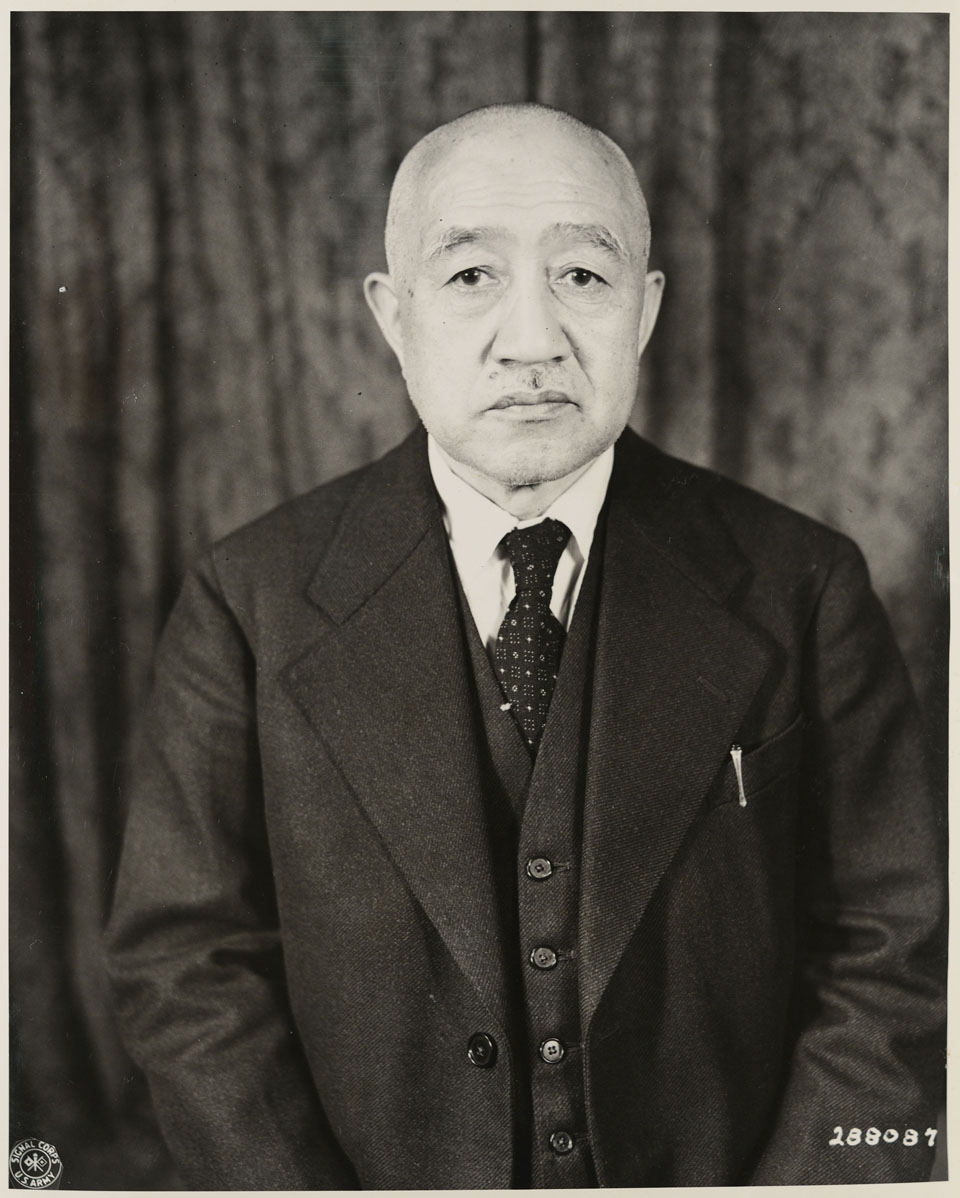
도이하라 겐지
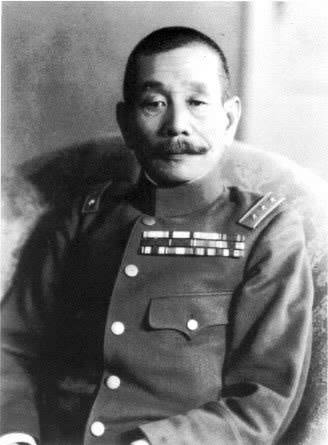
마츠이 이와네
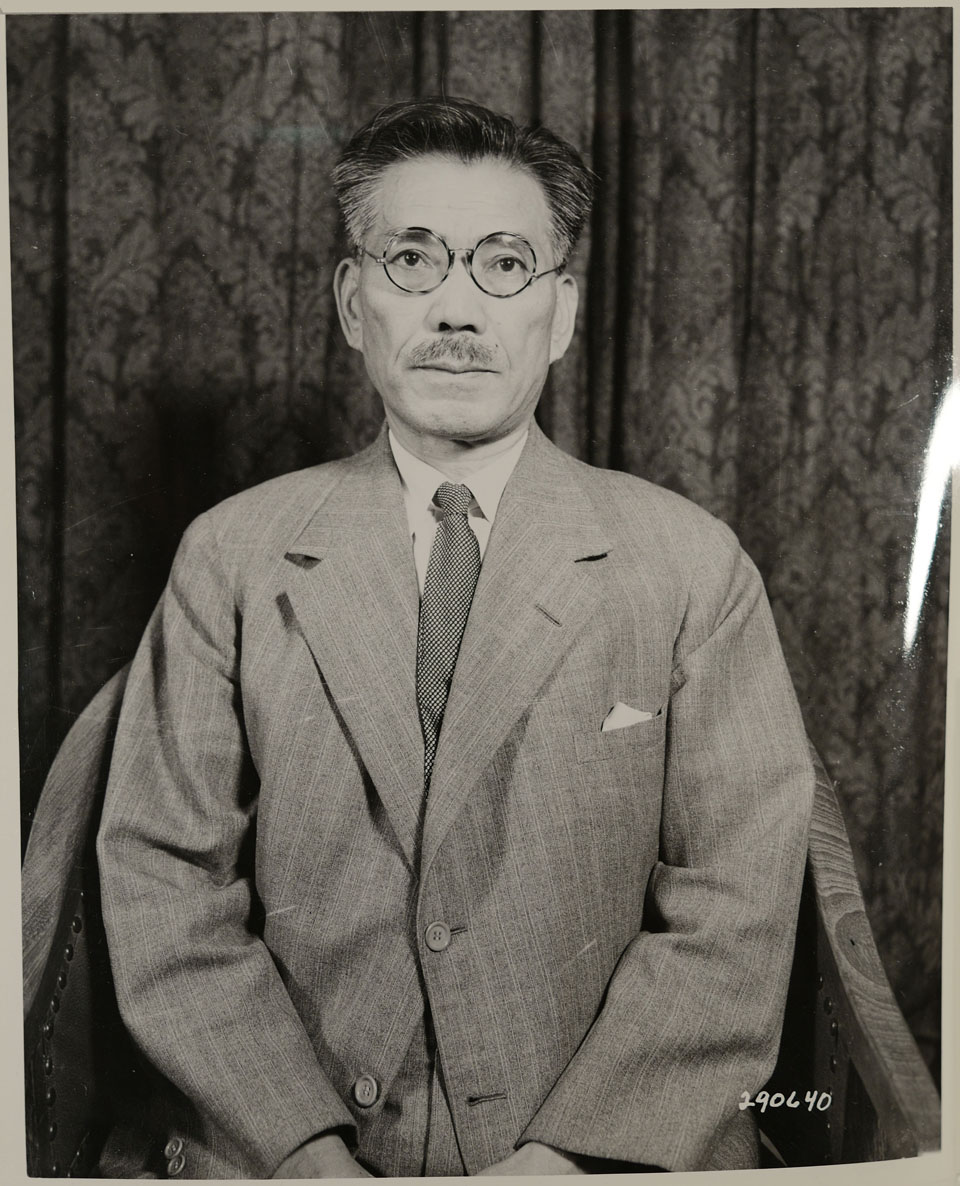
시라토리 도시오
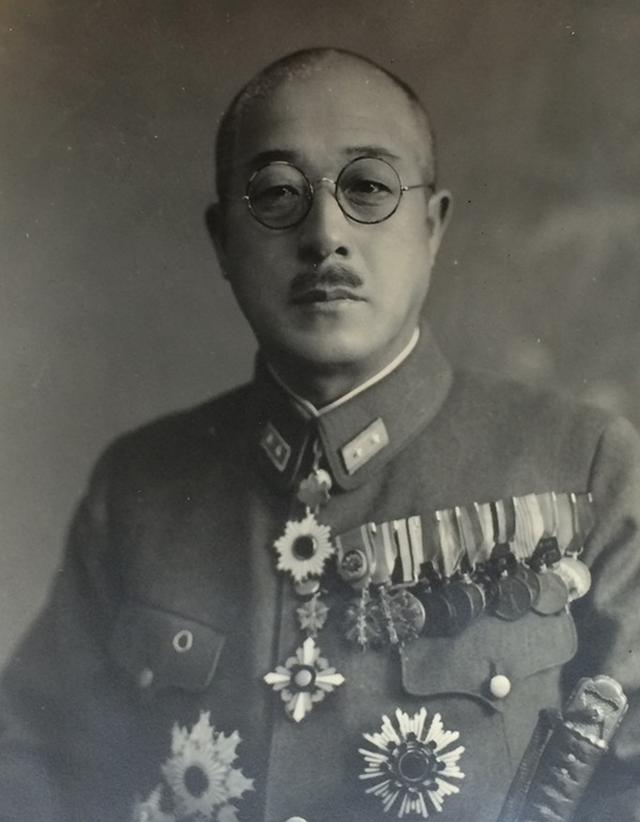
이타가키 세이시로
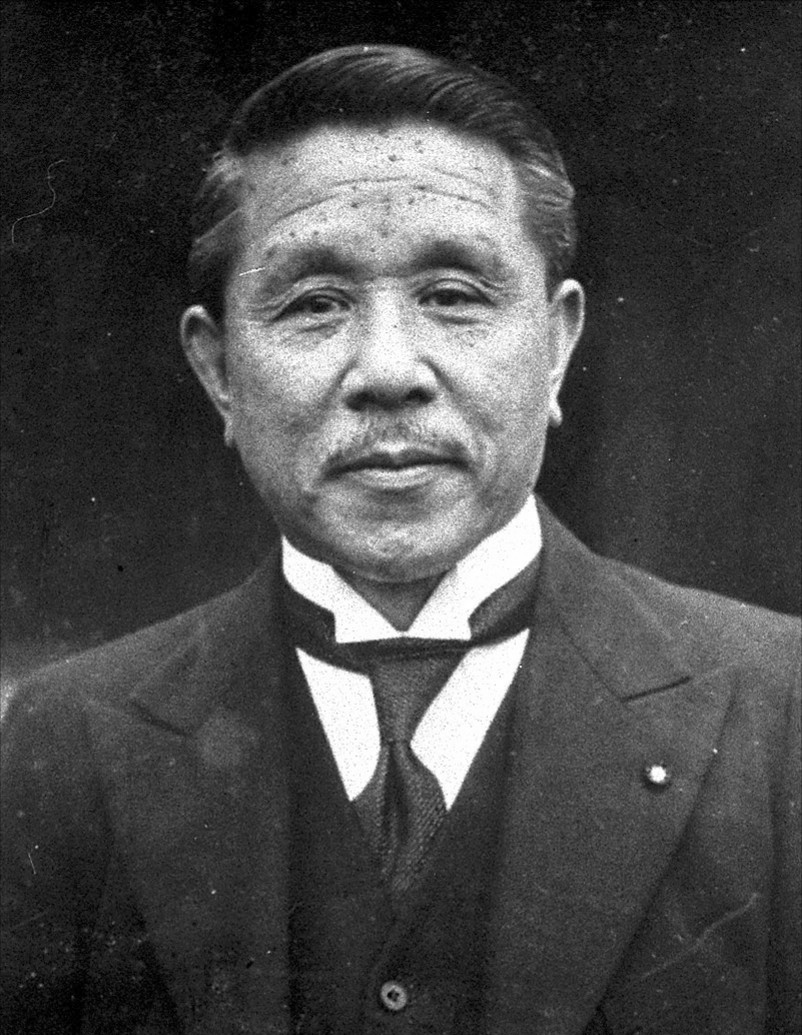
히로타 고키

야스쿠니 신사에는 1,000여 명의 B, C급 전범들과, 14명에 달하는 A급 전범들이 함께 합사되어 있다. 이들은 침략전쟁을 기획, 시작, 수행한 자들로, 14명들 중 8명이 교수형을 당해 세상을 떠났으며, 6명은 형무소에 수감되었다가 나중에 풀려났다. 이들이 신사에 합사된 사실은 일본과 타 주변국들과의 갈등의 원인이 되고 있다. 아래에 있는 목록은 A급 전범들의 목록이다.
1. 도조 히데키 : 일본 제국의 40대 총리이고, 진주만을 습격하여 태평양 전쟁을 발발케 한 주요 인물이다.
2. 기무라 헤이타로 : '버마의 도살자'라는 별명을 가질 정도로 엄청난 규모의 대량학살을 주도한 사람들이다. 태평양 전쟁 당시 버마 지역(미얀마)에서 엄청난 수의 민간인, 군인들을 무차별적으로 살해하는 것을 허락해 준 장본인이다.
3. 도고 시게노리 : 전쟁 당시 일본의 외무대신이었다. 전쟁 외교를 수행하였다.
4. 마츠오카 요시케 : 역시 일본의 외무대신으로, 일본의 국제 연맹 탈퇴를 주도하였으며, 이탈리아 왕국, 나치 독일 간의 삼국 동맹이 이어지도록 힘쓴 인물이다. 도쿄 전범 재판 도중 병사하여, 제대로 된 처벌을 받지 못하였다.
5. 무토 아키라 : 중국의 일본군 참모장, 필리핀 방면 참모장 등의 직위를 겸임하였다. 침략전쟁을 주도한 죄로 처벌받았다.
6. 우메즈 요시지로 : 일본 관동군 사령관이자, 육군참모총장이었다. 1945년에 일본의 항복 문서에 조인한 인물 중 한명이다. 재판에서 종신형을 선고받았고, 이후 수감생활 도중 사망하였다.
7. 히라누마 기이치로 : 일본의 추밀원 의장, 내무대신 등의 자리를 거쳤다. 전쟁 도중 신토를 적극적으로 장려하여 일본 국민들의 우민화를 이끌었으며, 이후 책임을 지고 수감 생활을 하였다.
8. 고이소 구니아키 : 도조 히데키의 뒤를 이은 41대 총리이다. 조선 총독이기도 하였으며, 학도병 제를 실시한 사람이기도 하였다. 극동국제재판에서 종신금고형을 선고받았고, 이후 1950년에 사망하였다.
9. 나가노 오사미 : 일본의 38대 해군대신이었다. 진주만 공습을 승인한 사람이었는데, 재판 이후 폐렴으로 사망하였다.
10. 도이하라 겐지 : 관동군의 사령관이었는데, 전쟁 중 사로잡힌 군 포로들을 비인간적으로, 야만적으로 대우한 죄를 감안하여 형을 선고받았다.
11. 마츠이 이와네 : 1937년, 상하이에 파견된 일본군의 사령관이었는데, 유명한 난징대학살을 주도한 장본인이다.
12. 시라토리 도시오 : 일본의 주 이탈리아 대사로서, 국제 연명 탈퇴 공작을 펼쳤으며, 태평양 전쟁 이후 종신 금고형을 받았고, 이후 복역 도중 후두암으로 사망하였다.
13. 이타가키 세이지로 : 만주사변을 기획한 당사자였고, 일본이 중국에 침략하는 것을 이끌었다.
14. 히로타 고키 : 일본의 32대 총리였으며, 극동국제재판에서 교수형을 선고받았다. 처형당한 전범들 중 유일하게 문관 출신이었다.

## 조직
야스쿠니 신사는 별도의 신사 조직이며, 신사본청에 속해 있지 않다. 야스쿠니 신사에는 아래와 같은 조직도가 존재한다.
- 제무부 (祭務部)
  - 제의과 (祭儀課)
  - 조사과 (調査課)

- 총무부 (総務部)
  - 총무과 (総務課)
  - 인사과 (人事課)
  - 관리과 (管理課)
  - 광보과 (広報課)

- 선덕부 (宣徳部)
  - 숭경봉찬과 (崇敬奉賛課)
  - 선덕과 (宣徳課)

- 경리부 (経理部)
  - 경리과 (経理課)
  - 사업과 (事業課)

- 유슈칸부 (遊就館部)
  - 사료과 (史料課)
  - 전시과 (展示課)
  - 문고실 (文庫室)

- 사무실습생 (社務実習生)

## 경내
야스쿠니 신사 부지는 6.25 헥타르에 달하며, 그 안에는 상당한 수의 건물들이 소재한다. 일본의 다른 신사들도 꽤 큰 크기를 자랑하지만 야스쿠니 신사는 전쟁에서 싸우다 죽은 사람들을 모신 곳이라는 상징성 때문에 그 크기가 제일 큰 편에 속한다. 특히 신사 경내에 있는 유슈칸(遊就館)박물관은 야스쿠니 신사에만 있는 독특한 구조물로, 여타 신사들에서는 확실히 찾아보기 어려운 건물이다.

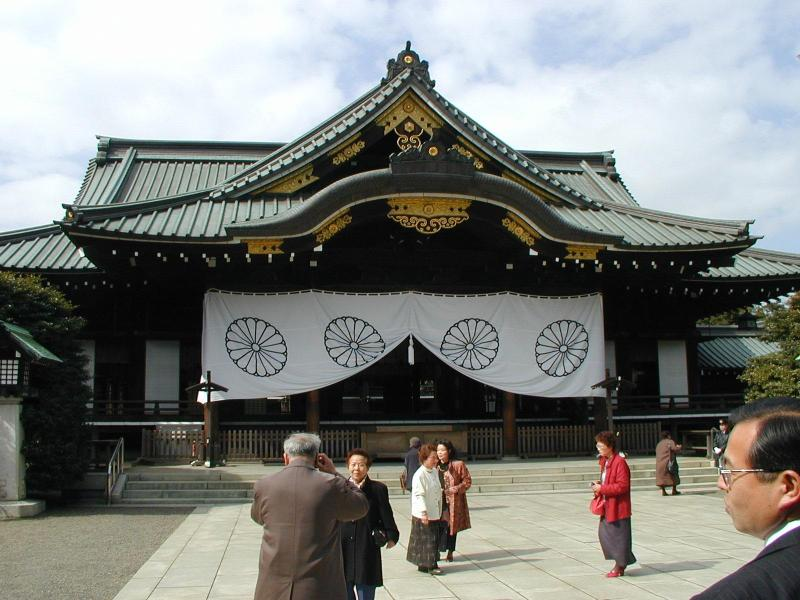
야스쿠니 신사의 혼덴

### 신사
야스쿠니 신사의 하이덴(배전,拝殿)은 사람들이 신사를 참배하며 기도하러 오는 기도실이다. 본디 1901년에 처음으로 지어졌으며, 지붕을 구리로 만든 기와로 덮어 영령들에게 추모의 뜻을 표했다. 구리 지붕은 1989년에 새롭게 덮었다. 기둥 사이에 걸려있는 치렁치렁한 백색 커튼은 주요 행사가 있을 때면 보랏빛 커튼으로 바꾼다. 신사의 혼덴(본전,本殿)은 야스쿠니 신사에 모셔진 영들이 거한다고 믿어지는 곳이다. 1872년 처음 지어졌으며, 1989년에 공사를 거쳐 현재의 모습으로 탈바꿈하였다. 이 곳에서 주요 신토 의식들이 행해지며, 보통의 경우 관람객들의 출입을 금지한다.
하이덴 우편에는 산슈덴(참집전,参集殿)이 있다. 회의실로 주로 쓰이며 2004년에 재공사를 거쳐 지어졌다. 이 곳에서는 본전으로 기도하러 온 개인이나 단체들이 회의실에서 대기하거나 기다리는 동안 회의를 할 수 있도록 되어 있다. 산슈덴 바로 뒤에 있는 건물은 토차쿠덴(도착전,到着殿)으로, 손님들을 맞이하는 공간이다. 본전 바로 뒤에 있는 건물은 레이지보 호안덴(霊璽簿奉安殿)가 기리주마 주쿠리 양식으로 지어져 있는데, 이 곳에는 안치된 영령들의 이름을 빼곡히 적은 종이 목록이 들어있으며, 특별히 히로히토 천황의 기부금을 통하여 1972년에 내진 콘크리트로 지어졌다.
야스쿠니 신사에는 그에 딸린 보조 신사가 2개 있다. 하나는 모토미야(원궁,元宮)으로, 메이지 유신 기간 일어난 내전 시기 동안 천황의 편에서 싸우다가 죽은 이들을 기리기 위하여 친천황파들이 교토에 세웠던 신사가 그 기원이다. 1931년에 이 신사를 교토에서 통째로 들어 옮겨 야스쿠니 신사 남쪽으로 옮겼다. 모토미야의 뜻인 원궁, 즉 '원래 궁전'이라는 뜻은 이 신사가 원래 야스쿠니 신사가 하던 역할을 하던 신사였기 때문이다. 두 번째 보조 신사는 '친레이샤'로, 1965년 모토미야의 정남쪽에 세워졌으며 전쟁에서 죽었으나 야스쿠니 신사의 본전에는 들어가지 못한 이들을 기리기 위하여 세워진 것이다. 이 신사는 국적을 가리지 않기에 단순히 일본인들만 추모하는 것이 아니라 전쟁에서 죽은 모든 이들을 기리는 신사이다.

### 도리이와 몬
야스쿠니 경내의 보도와 곳곳에는 도리이들과 몬(門)들이 세워져 있다. 동쪽에서 야스쿠니 신사 안으로 들어갈때, 가장 먼저 관람객을 맞는 도리이는 다이치 도리이(대大 도리이)이다. 거대한 강철로 지어졌으며, 1921년에 신사의 정문으로 세워졌을 때에는 당시 일본에서 가장 거대한 도리이였다. 대략 높이는 25m이며 너비는 34m이다. 현재 우리가 볼 수 있는 도리이는 1943년에 날씨 때문에 손상을 입은 도리이를 1974년에 교체한 것이다.
다이니 도리이는 야스쿠니 신사의 2번째 도리이이다. 1887년에 이 곳에 서있던 목재 도리이를 대체하여 지어졌으며 현재 일본 열도에서 가장 거대한 청동 도리이이다. 다이니 도리이를 통과하면 바로 뒤에 신몬(神門)이 서있는데, 6m 높이의 편백나무 문이다. 1934년 처음으로 지어졌으며 1994년에 재공사를 거쳤다. 신몬의 두 문짝에는 직경 1.5m나 되는 황실의 문양이 거대하게 새겨져 있다. 이 문 서쪽에는 추몬 도리이(中門鳥居)가 있는데, 본전으로 가기 위해서는 이 문을 거쳐야만 한다. 2006년에 편백나무를 사용하여 복원했다.

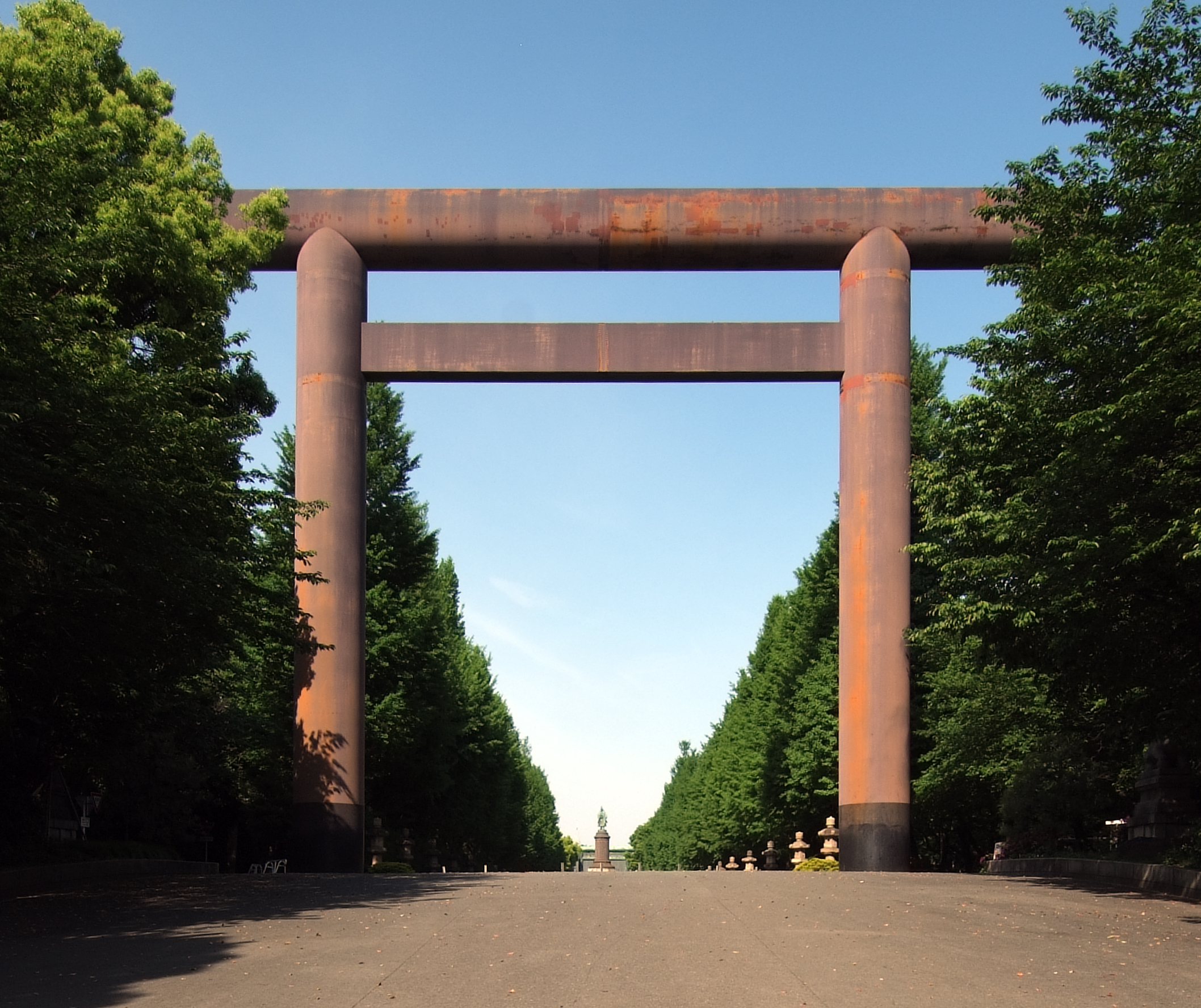
다이치 도리이
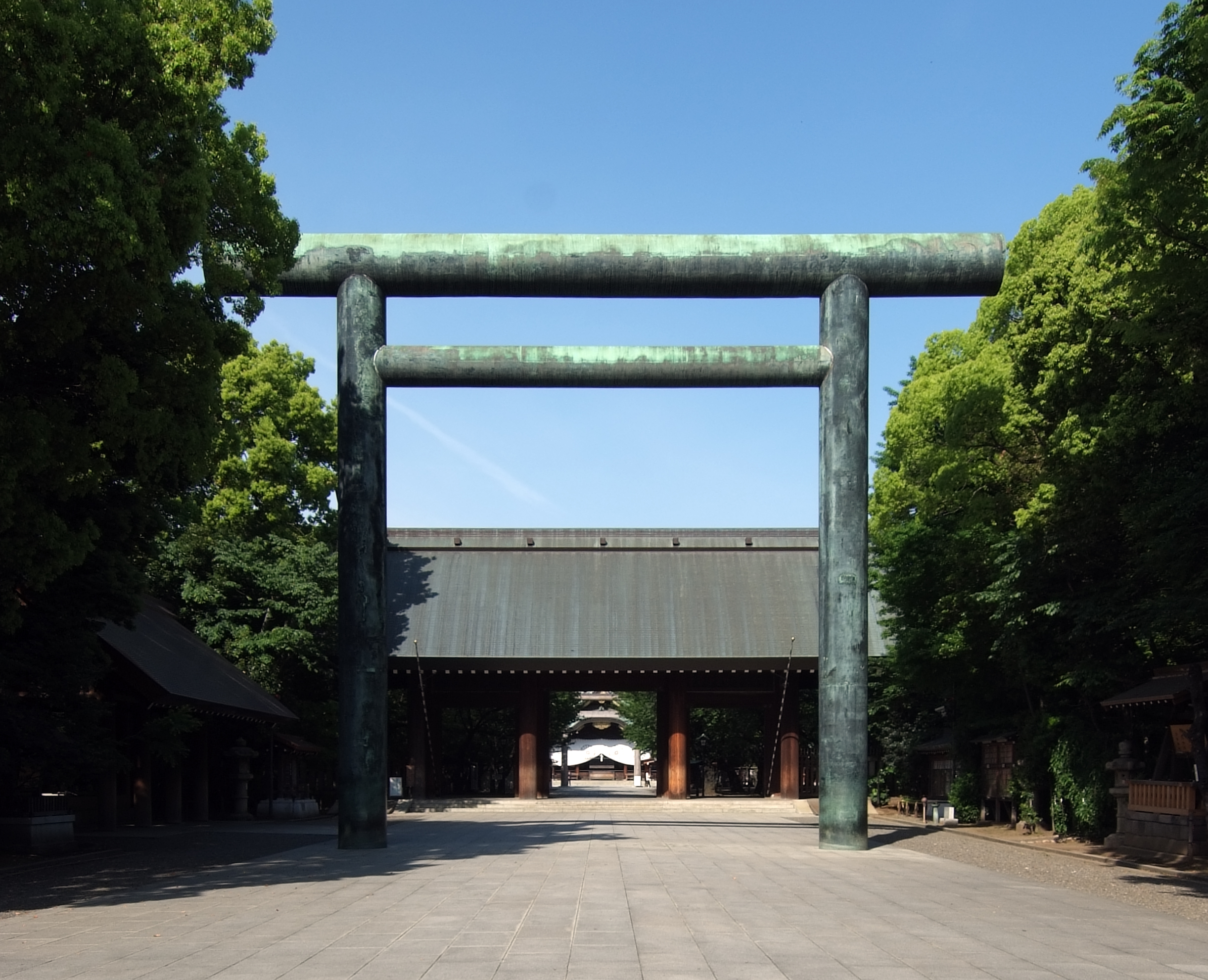
다이니 도리이
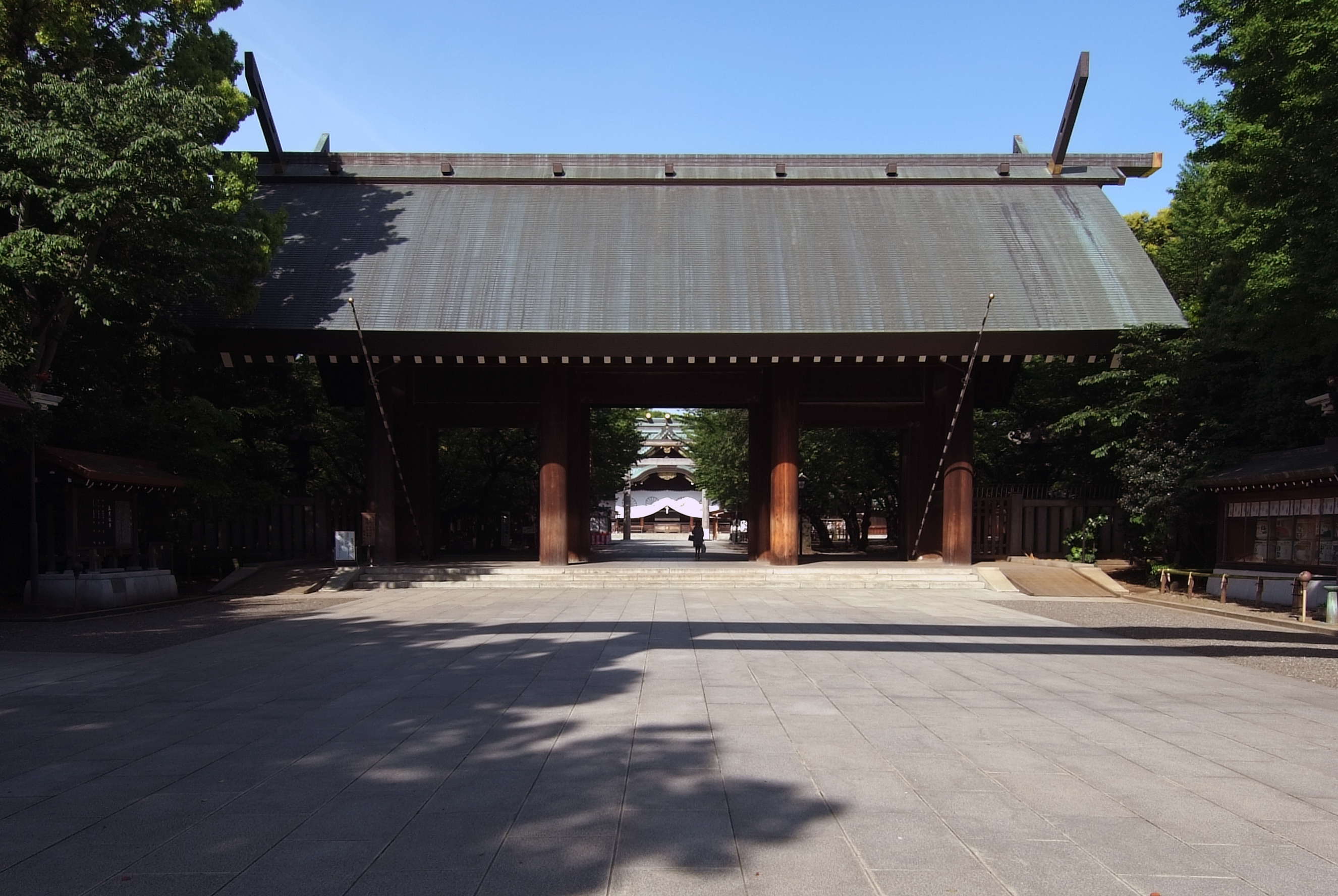
신몬
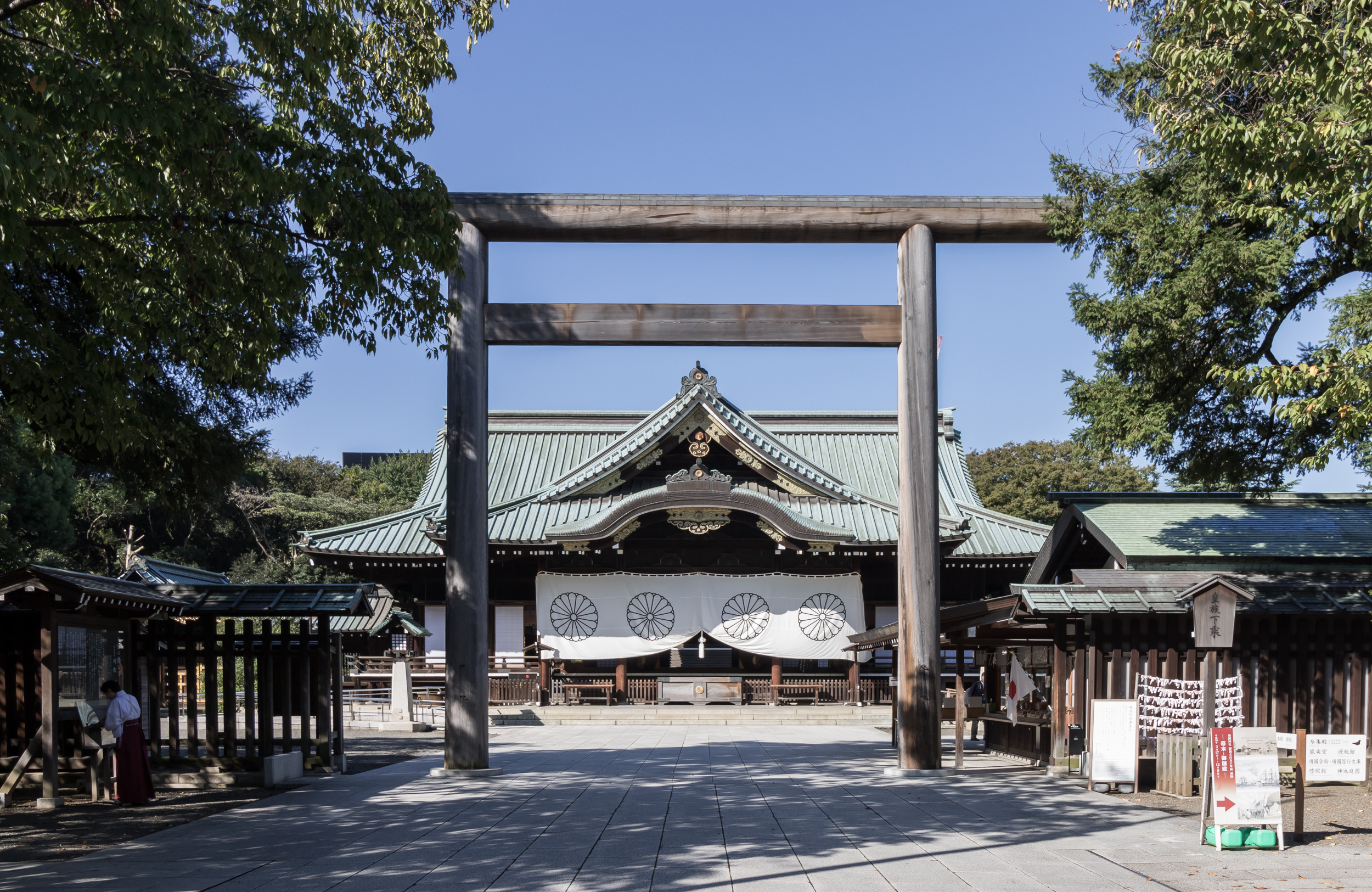
추몬 도리이

### 기념물
- 이레이 노 이주미 - 현대적인 양식으로 지어졌으며, 갈증으로 전쟁에서 사망한 이들을 기리기 위해 바쳐진 온천이다.
- 전쟁 과부와 아이들 동상 - 전쟁에서 남편을 잃은 채 자식들을 길러낸 아내들을 기리는 동상이다. 1974년에 지어졌다.
- 카미카제 조종사들의 동상 - 유슈칸 왼편에 있는 동상으로, 제 2차 세계대전 당시 카미카제 자살 특공대 소속이었던 5,843명의 조종사들을 위해 지어졌다.
- 오무라 마스지로 동상 - 1893년에 지어진 일본의 첫 서구식 동상으로, 현대 일본군의 아버지라 불리는 오무라 마스지로를 기리며 지어졌다.
- 전쟁에서 죽은 말, 전서구, 개들을 기리는 동상 - 이 동상들은 모두 따로따로 세워졌다. 말을 기리는 동상은 1958년에 세워졌고, 1982년에는 군대에서 전서구로 쓰였던 비둘기들을 기리는 동상들이 세워졌으며, 마지막 개를 기리는 동상은 1992년 3월에 독일 셰퍼드의 모습으로 지어졌다. 이들을 추모하는 뜻에서 종종 물이 든 물병들이 뚜껑이 열린 채 이 동상 앞에 놓여지곤 한다.

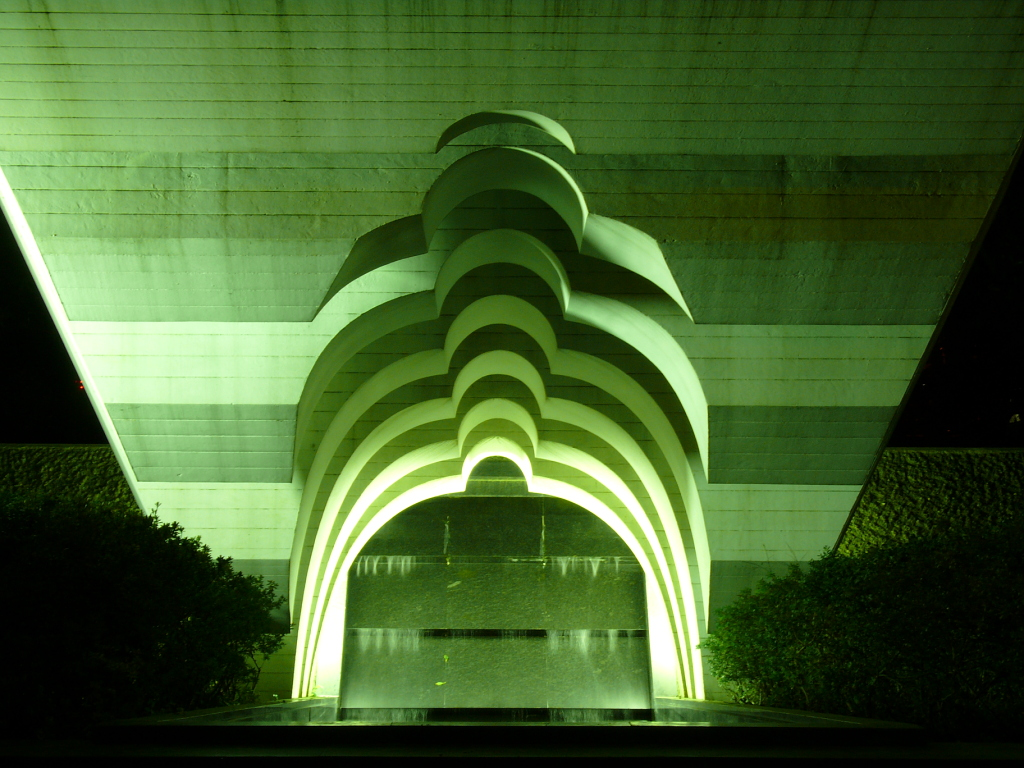
이레이 노 이주미
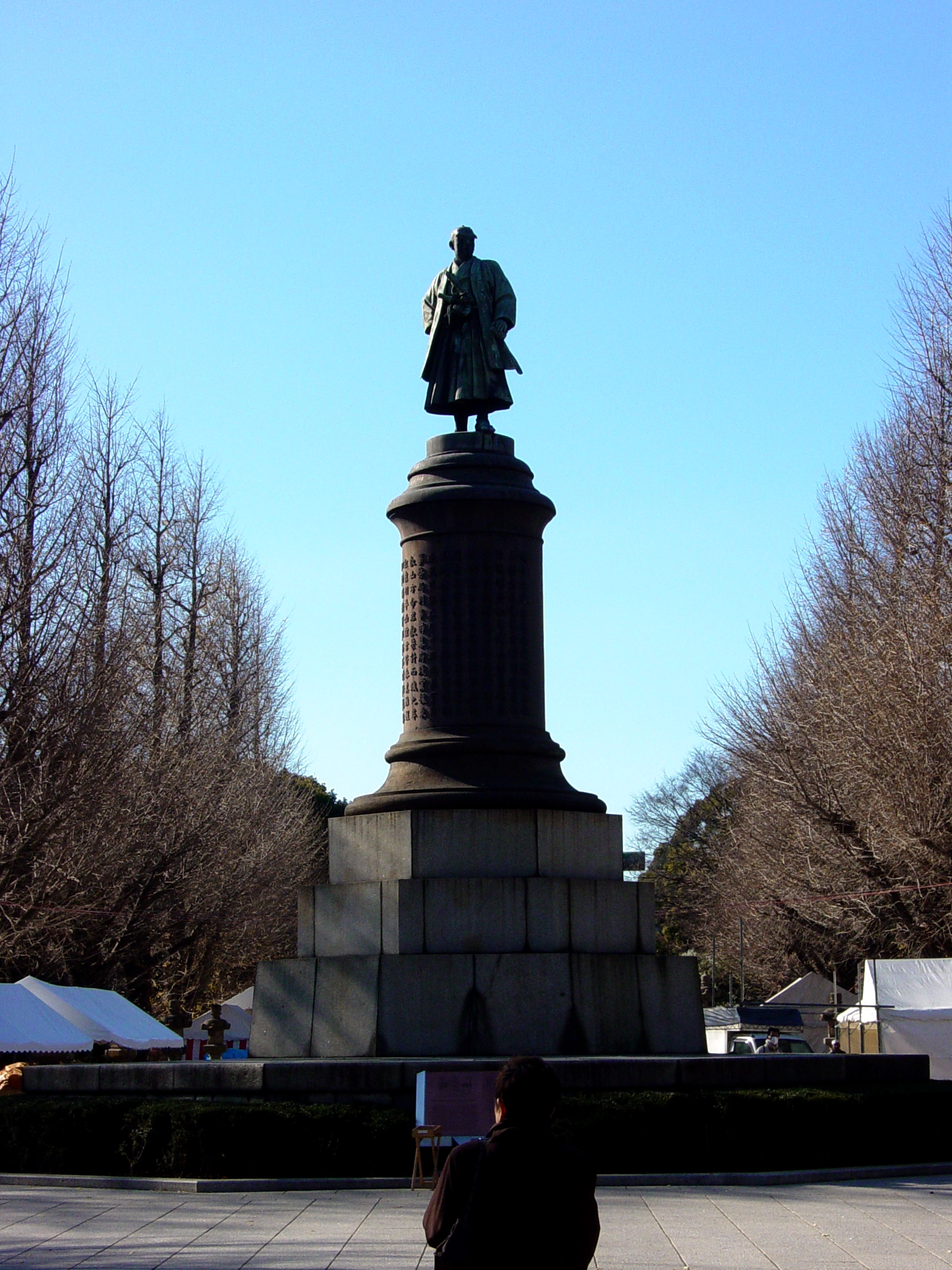
오무라 마스지로 동상

### 그외
- 북관대첩비 - 러일 전쟁 당시 일본에 불법적으로 약탈당했으나, 2005년에 북한으로 반환되었다.
- 한국 유물 10점[3]

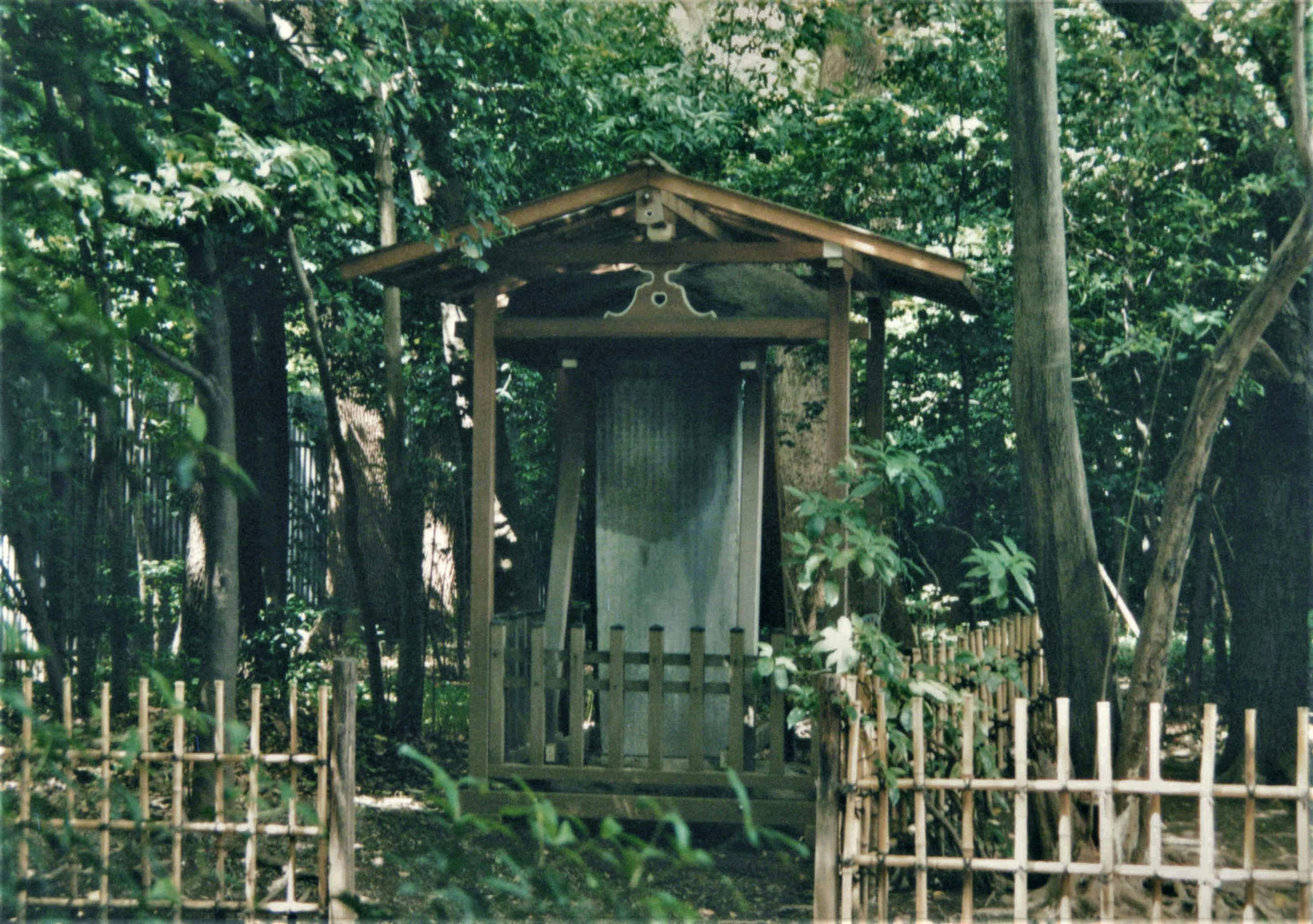
야스쿠니 신사에 있었던 북관대첩비

## 재정수입
매년 예산은 20억 엔을 넘는 것으로 알려졌다. 주요 수입은 합사된 전사자 200여만 명 유족들의 향불값과 야스쿠니 내 전쟁 기념관인 유슈칸(游就館) 입장료, 협찬금 등이다.

## 교통편
도쿄 메트로 난보쿠선, 유라쿠초선, 주오 본선, 도영 지하철 신주쿠선 이치가야역 A4 출구, 또는 도쿄 메트로 도자이선, 한조몬선, 도영 지하철 신주쿠선 구단시타 역 1번 출구 사이에 있다.

## 국제 사회

### 대한민국
대한민국에서는 일본 신사에 대한 인식이 많이 없는 편이지만 특히 야스쿠니 신사는 일본군 전범들을 합사하였던 곳이자 일본 극우세력의 성지로 알려져서 방송 뉴스에서도 많이 언급되었던 편이라 당연히 한국 국민들의 인식은 좋지 않은 편이다. 1985년 나카소네 야스히로 총리가 야스쿠니 신사를 참배하면서 그 당시 한국 지상파 뉴스와 신문에 보도된 적이 있었으며 2001년 8월 13일에 고이즈미 준이치로 총리가 종전기념일을 2일 앞두고 야스쿠니 신사를 참배하면서 한국 내에서 반일감정이 악화하는 우여곡절을 겪기도 하였고 2006년 8월 15일에는 종전기념일 당일에 야스쿠니 신사를 참배하면서 한국 내 반발을 불렀다.
2013년 12월에는 아베 신조 총리가 야스쿠니 신사를 참배하면서 그 당시 박근혜 정부 초기였던 한국과 관계가 악화되기도 하였다.
대한민국 법적상으로는 여행금지구역으로는 지정되지 않았으나 국민정서상으로 전범들을 합사한 신사라는 인식 때문에 한국인 대다수가 방문을 자제하고 있다.

### 중국
중화인민공화국에서는 중일 전쟁과 난징 대학살의 역사로 인하여 대한민국 못지않게 야스쿠니 신사에 대한 인식이 좋지 않은 편이다. 특히 난징 대학살 당시 가담했던 전범들이 모셔진 것으로 알려져서 반감이 큰 편이며 일본 총리들이 참배할 때 반발을 불러일으키기도 하였다.

### 대만
친일 국가로 알려진 대만도 일본의 식민지배를 받은 역사가 있으며, 그 과정에서 우서 사건, 타파니 사건 등의 과거가 있어서 야스쿠니 신사 참배에 대해 부정적인 사람들이 존재한다. 마잉주 전 대만 총통은 아베 신조 일본 총리의 야스쿠니 신사 참배를 "상처에 소금을 껴앉는 일"이라 비판한 바 있다.

### 홍콩
홍콩 또한 영국령 시절 일본이 중국을 침략하는 과정에서 홍콩을 침략하여 일본과 영국의 전쟁이 일어났고(일명 홍콩 전투), 일본에게 식민지배를 당한 피해국이기 때문에 야스쿠니 신사 참배에 대해 부정적으로 보는 사람들이 존재한다.

### 미국
동맹국이 일본이면서 중국을 매우 싫어하는 미국 또한 이 신사에 대해서는 중국의 손을 들어주며 일본을 비판하는 편이다. 태평양 전쟁의 A급 전쟁범죄자가 합사되어 있다는 점 부터 미국이 볼때도 불편할수 밖에 없는 장소이다.

### 싱가포르
싱가포르 역시 야스쿠니 신사 참배를 비판하였다. 참고로 싱가포르는 일본의 침략과 점령을 당한 역사가 있다.

### 베트남
2014년 1월 1일, 베트남은 아베 신조 일본 총리의 야스쿠니 신사 참배의 책임이 일본에 있다는 입장을 밝혔다. 참고로 일본이 중국을 침략하면서 중국 대륙의 절반이 일본의 식민지가 되면서 중국과 베트남 사이의 국경이 일본과 베트남 사이의 국경이 되었는데, 그 과정에서 일본은 베트남을 시작으로 동남아시아를 침략하면서 베트남 또한 일본의 식민지가 됐었다.

### 말레이시아
말레이시아 총리도 야스쿠니 신사 참배를 비판하였다. 참고로 말레이시아 또한 일본의 침략과 식민지배를 받은 나라이다.

## 같이 보기
- 국가 신토
- 조슈번 - '야스쿠니 신사'를 '조슈 신사'(長州神社)라고 부르기도 함
  - 조슈벌(長州閥)
- 야스쿠니 신사 참배 문제
- 치도리가후치 전몰자 묘원
- 함께 야스쿠니 신사에 참배하는 국회의원 모임(일본어판)
- 평화를 바라고 참된 국익을 생각하며 야스쿠니 신사 참배를 지지하는 젊은 국회의원 모임(일본어판)
- 이시하라 신타로
- 리덩후이 - 중화민국의 전 총통으로서 야스쿠니 신사에서 참배
- 천황제 파시즘
- 일본의 전쟁 범죄
- 일본의 우익 단체
- A급 전범
- 순국칠사묘
- 친일파
  - 조선인 일본병
  - 타이완인 일본병(일본어판)
- 말뚝테러 사건
  - 스즈키 노부유키(ja:鈴木信行)
- 교동향교#만주사변과 한국전쟁 기간 중에 중국 성현 배향의 축소

## 참고 문헌
- 김용태 (2007). 《한 권으로 읽는 일본의 모든 것》. 아름다운사람들.